# Barrais-Bussolles
Barrais-Bussolles é uma comuna francesa na região administrativa de Auvérnia-Ródano-Alpes, no departamento Allier. Estende-se por uma área de 26,88 km². Em 2010 a comuna tinha 197 habitantes (densidade: 7,3 hab./km²).